# Kurt Kauter

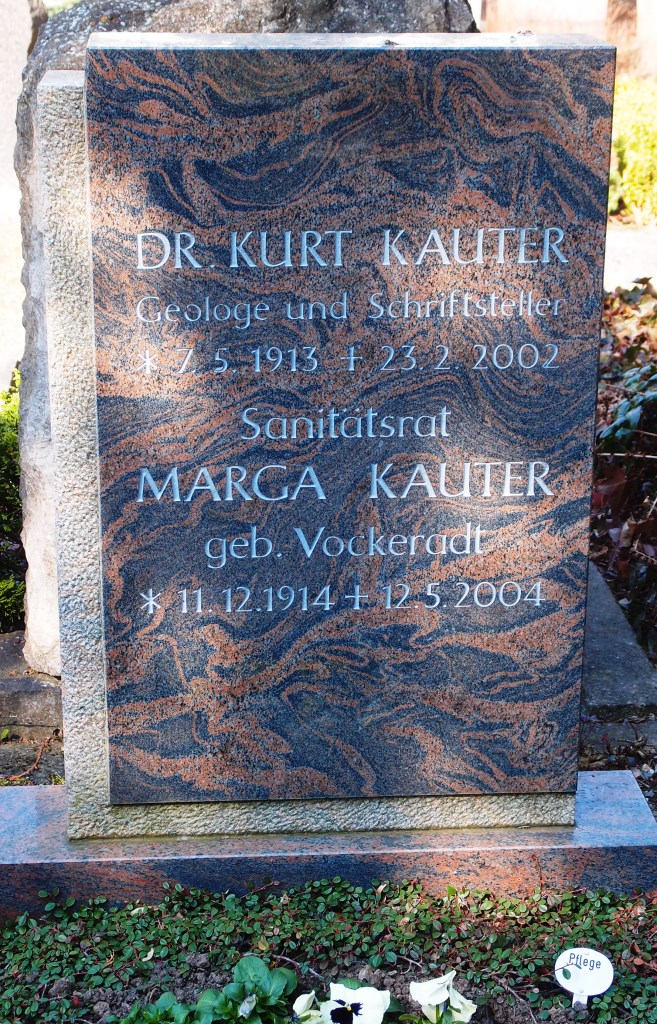
Grab von Kurt Kauter und seiner Ehefrau auf dem Hauptfriedhof in Gotha

Kurt Kauter (* 7. Mai 1913 in Limburg an der Lahn; † 23. Februar 2002 in Gotha) war ein deutscher Schriftsteller. Er schrieb auch unter dem Pseudonym José Maria Rocafuerte.

## Leben und Werk
In seiner Jugendzeit schrieb Kurt Kauter erste Gedichte. Durch den Fund eines versteinerten Fossils wurde sein Interesse an der Geologie geweckt, die er in Würzburg neben Mineralogie und Geographie studierte und auf deren Fachgebiet er auch promovierte. Kurt Kauter war Kommunist und Mitbegründer der Friedensbewegung in Westdeutschland. Er siedelte 1958 in die DDR nach Gotha über.
Als Geologe war Kauter zur Erforschung von Erdölvorkommen im Ausland unterwegs, was dazu führte, dass er seine Begegnungen mit lateinamerikanischen Kulturen zu Papier brachte. In den 1960er Jahren entstanden so Bücher wie Im Schatten des Chimborazo oder Unter dem Kreuz des Südens. Kauters Liebe zu den Völkern Südamerikas prägte all seine viel gelesenen Kinder- und Jugendbücher. Mit dem Roman Befreier Bolivar setzte er dem südamerikanischen Unabhängigkeitskämpfer Simón Bolívar ein Denkmal. Bis ins hohe Alter war Kauter schriftstellerisch tätig. Im Alter von 83 Jahren wurde er für sein Lebenswerk mit einer hohen Auszeichnung der Republik Venezuela, dem Orden al Mérito en el Trabajo (Primera Clase), geehrt.
Seine veröffentlichten Publikationen erreichten eine Gesamtauflage von rund zwei Millionen Exemplaren weltweit. 
Kurt Kauter fand seine letzte Ruhestätte auf dem Hauptfriedhof Gotha.

## Bücher
- Im Schatten des Chimborazo. Kinderbuchverlag, Berlin 1964.
- Unter dem Kreuz des Südens. Kinderbuchverlag, Berlin 1965.
- Der Sohn des Cotopaxi. Verlag Neues Leben, Berlin 1966.
- Der Wind weht über Feuerland. Legenden, Mythen und Sagen der Feuerlandindianer. Alfred Holz, Berlin 1970.
- Also sprach der Marabu. Greifenverlag, Rudolstadt 1973.
- Der Mann aus den Kordilleren. Verlag Neues Leben, Berlin 1973.
- Von Arica nach Feuerland. Greifenverlag, Rudolstadt 1974 (mit Fotografien von Thomas Billhardt)
- Perú. Greifenverlag, Rudolstadt 1976.
- Die Schlange Regenbogen. Edition Holz im Kinderbuchverlag, Berlin 1977.
- Gott Inka. Greifenverlag, Rudolstadt 1977.
- Buenos dias, Venezuela. Greifenverlag, Rudolstadt 1979.
- Der junge Kazike. Militärverlag der DDR, Berlin 1979.
- Im Schatten des Chimborazo. Kinderbuchverlag, Berlin 1980.
- Flieg, Kondor Tupac Amaru. Militärverlag der DDR, Berlin 1980.
- Unterm Weltenbaum. Kinderbuchverlag, Berlin 1981.
- Wie der Kondor König ward. Nitzsche, Niederwiesa 1981.
- Wo die Sonne König war. Kinderbuchverlag, Berlin 1981.
- Der Sturmreiter. Kinderbuchverlag, Berlin 1982.
- Die Letzten vom Ende der Welt. Greifenverlag, Rudolstadt 1983.
- Marsch aus der Sierra Maestra. Militärverlag der DDR, Berlin 1985.
- Der Sohn des Cotopaxi. Union-Verlag, Stuttgart 1987.
- Grüne Eidechse im blauen Meer. Kinderbuchverlag, Berlin 1987.
- Papa, warum heiß’ ich Meier? Rhino-Verlag, Arnstadt 1994.
- Was Abraham im Rucksack oder wie alles wurde, was ist - oder geworden wurde. Lenz, Neustadt am Rübenberge 1996.
- Befreier Bolivar, Verlag der Nation, Berlin 1996, ISBN 978-3-373-00499-8
- Ein Grabmal für Zeus. Lenz, Neustadt am Rübenberge 1997.
- Was ist denn Göttliches am lieben Gott? Lenz, Neustadt am Rübenberge 1997.
- Tausend Fragen an den Papst... Lenz, Neustadt am Rübenberge 1999.
- Lebenslandschaft. Autobiographische Skizzen. Rhino-Verlag, Arnstadt/Weimar 1999, ISBN 3-932081-31-5.
- Ein Leben lang unterwegs. RhinoVerlag, Weimar 2002.
- Herr Pi mit der Laterne. ROMUH-Verlag, Bad Liebenstein 2024, ISBN 978-3-943494-42-6